# Gamer’s Guide für so ziemlich alles
Gamer’s Guide für so ziemlich alles (Originaltitel: Gamer's Guide to Pretty Much Everything) ist eine US-amerikanische Jugend-Sitcom, die zum ersten Mal am 22. Juli 2015 beim Sender Disney XD in den USA ausgestrahlt wurde. Sie wurde von Devin Bunje und Nick Stanton entwickelt, die bereits Drehbücher für die Serie Zeke und Luther schrieben. Die Free-TV-Premiere fand in Deutschland am 4. Januar 2016 beim Free-TV-Sender Disney Channel statt. Die Hauptrolle spielt der durch die Serie Jessie bekannt gewordene Cameron Boyce als Conor.

## Handlung
Conor ist ein professioneller Spieler von Videospielen. Doch nachdem er sich einen Daumen bricht, werden ihm alle Werbeartikel, die er von Sponsoren erhielt, weggenommen und er muss wieder in die Schule gehen.

## Besetzung und Synchronisation
| Rolle    | Schauspieler        | Hauptrolle | Deutscher Synchronsprecher |
| -------- | ------------------- | ---------- | -------------------------- |
| Conor    | Cameron Boyce       | 1–         | Patrick Keller             |
| Wendell  | Murray Wyatt Rundus | 1–         | Michael Wiesner            |
| Franklin | Felix Avitia        | 1–         |                            |
| Ashley   | Sophie Reynolds     | 1–         | Anna Gamburg               |

| Rolle              | Schauspieler     | Deutscher Synchronsprecher |
| ------------------ | ---------------- | -------------------------- |
| Mr. Spanks         | Joe Hursley      | Christian Gaul             |
| Direktorin Nordahl | Paula Sorge      | Almut Zydra                |
| Janice             | Lauren Pritchard | Andrea Solter              |

## Staffeln
| Staffel | Folgen | Erstausstrahlung (Disney XD USA) | Erstausstrahlung (Disney XD USA) | Erstausstrahlung (Disney XD Deutschland) | Erstausstrahlung (Disney XD Deutschland) | Free-TV-Premiere (Disney Channel Deutschland) | Free-TV-Premiere (Disney Channel Deutschland) |
| Staffel | Folgen | von                              | bis                              | von                                      | bis                                      | von                                           | bis                                           |
| ------- | ------ | -------------------------------- | -------------------------------- | ---------------------------------------- | ---------------------------------------- | --------------------------------------------- | --------------------------------------------- |
| 1       | 21     | 22. Juli 2015                    | 23. März 2016                    | 4. Januar 2016                           | 18. Mai 2016                             |                                               |                                               |
| 2       | 16     | 18. Juli 2016                    | 2. Januar 2017                   | 16. Januar 2017                          | 6. Februar 2017                          |                                               |                                               |